# Planeta interior
Un planeta interior és qualsevol dels planetes del sistema solar amb òrbites interiors al cinturó d'asteroides: Mercuri, Venus, la Terra i Mart. Els altres planetes s'anomenen planetes exteriors.
Aquesta classificació no s'ha de confondre amb el terme "planeta inferior" que designa aquells planetes amb òrbites interiors a l'òrbita de la Terra (només Mercuri i Venus).
Les seves característiques físiques són relativament semblants a les de la Terra. El seu diàmetre és relativament petit si es compara amb els diàmetres dels planetes exteriors (a excepció de Plutó). Tots tenen una superfície rocosa sòlida, un mantell semi-líquid i un nucli metàl·lic (bàsicament de ferro). A excepció de Mercuri, tots tenen una atmosfera més o menys densa però no gaire profunda (comparada amb les grans atmosferes dels gegants gasosos). No tenen sistemes d'anells i pocs o cap satèl·lit natural.